# Liste der Wissenschaftsminister von Baden-Württemberg
Liste der Wissenschaftsminister von Baden-Württemberg.

## Wissenschaftsminister Baden-Württemberg (seit 1978)
| Name              | Amtsantritt                                                         | Kabinett                                         | Partei |
| ----------------- | ------------------------------------------------------------------- | ------------------------------------------------ | ------ |
| Helmut Engler     | 11. Mai 1978 30. August 1978 4. Juni 1980 6. Juni 1984 8. Juni 1988 | Filbinger IV Späth I Späth II Späth III Späth IV | CDU    |
| Klaus von Trotha  | 13. Januar 1991 11. Juni 1992 11. Juni 1996                         | Teufel I Teufel II Teufel III                    | CDU    |
| Peter Frankenberg | 12. Juni 2001 29. April 2005 14. Juni 2006 24. Februar 2010         | Teufel IV Oettinger I Oettinger II Mappus        | CDU    |
| Theresia Bauer    | 12. Mai 2011 12. Mai 2016 12. Mai 2021                              | Kretschmann I Kretschmann II Kretschmann III     | Grüne  |
| Petra Olschowski  | 28. September 2022                                                  | Kretschmann III                                  | Grüne  |